# Circle Chart Music Award
I Circle Chart Music Award (써클차트 뮤직 어워즈?, Sseokeulchateu myujik eoweojeuLR) sono un premio musicale sudcoreano, organizzato annualmente dalla classifica nazionale Circle Chart a partire dal 2012. Assegna diversi riconoscimenti a tutti i professionisti dell'industria musicale sudcoreana – cantanti, produttori, distributori, compositori, parolieri, coreografi e stilisti –, tra cui quattro statuette come Album dell'anno (uno per trimestre di pubblicazione) e dodici come Canzone dell'anno (una per mese). I vincitori sono determinati dai dati di vendita raccolti dalla classifica.
Conosciuti come Gaon Chart K-pop Award (가온차트 K-팝 어워드?, Ga-onchateu K-pap eoweodeuLR) dalla prima alla quinta edizione, hanno cambiato nome in Gaon Chart Music Award (가온차트 뮤직 어워즈?, Ga-onchateu myujik eo-weojeuLR) a partire dalla sesta. Il 7 luglio 2022 è stato annunciato che sarebbero stati rinominati in Circle Chart Music Award per riflettere la nuova denominazione della classifica sudcoreana.
Il 28 marzo 2024, la Korea Music Content Association ha annunciato il rinvio a tempo indeterminato del premio con la motivazione che in Corea del Sud si tenevano almeno 20 cerimonie simili all'anno, le quali stavano diventando sempre più incentrate sulla caccia al profitto a sfavore dell'equità e dell'obiettività. L'associazione ha affermato che i Circle Chart Music Award potrebbero aver contribuito al fenomeno e ha fatto le proprie scuse.

## Edizioni
| Edizione | Anno | Data             | Città | Location                               | Presentatori                      | Note   |
| -------- | ---- | ---------------- | ----- | -------------------------------------- | --------------------------------- | ------ |
| 1ª       | 2011 | 22 febbraio 2012 | Seul  | Blue Square Samsung Card Hall          | Kim Tae-yeon, Joo Young-hoon      | [ 2 ]  |
| 2ª       | 2012 | 13 febbraio 2013 | Seul  | Olympic Hall                           | Ga-in, Joo Young-hoon             | [ 6 ]  |
| 3ª       | 2013 | 12 febbraio 2014 | Seul  | Olympic Gymnastics Arena               | Kwon Yu-ri, Oh Sang-jin           | [ 7 ]  |
| 4ª       | 2014 | 28 gennaio 2015  | Seul  | Olympic Gymnastics Arena               | Leeteuk, Lee Hye-ri               | [ 8 ]  |
| 5ª       | 2015 | 17 febbraio 2016 | Seul  | Olympic Hall                           | Leeteuk, Yura                     | [ 9 ]  |
| 6ª       | 2016 | 22 febbraio 2017 | Seul  | Jamsil Arena                           | Leeteuk, Solar                    | [ 3 ]  |
| 7ª       | 2017 | 14 febbraio 2018 | Seul  | Jamsil Arena                           | Leeteuk, Kim Da-hyun              | [ 10 ] |
| 8ª       | 2018 | 23 gennaio 2019  | Seul  | Jamsil Arena                           | Kim Jong-kook, Nancy              | [ 11 ] |
| 9ª       | 2019 | 8 gennaio 2020   | Seul  | Jamsil Arena                           | Leeteuk, Lia                      | [ 12 ] |
| 10ª      | 2020 | 13 gennaio 2021  | N.D.  | N.D.                                   | Leeteuk, Lia                      | [ 13 ] |
| 11ª      | 2021 | 27 gennaio 2022  | Seul  | Jamsil Arena                           | JaeJae, Park Si-eun, Kim Do-young | [ 14 ] |
| 12ª      | 2022 | 18 febbraio 2023 | Seul  | Olympic Gymnastic Arena                | Kim Do-young, Cho Mi-yeon         | [ 15 ] |
| 13ª      | 2023 | 10 gennaio 2024  | Busan | Busan Exhibition and Convention Center | Leeteuk, Park Si-eun Seok Matthew | [ 16 ] |

## Categorie

### Album dell'anno/Artista dell'anno (musica fisica)
- 2011 – TVXQ (per Keep Your Head Down, primo trimestre), Beast (per Fiction and Fact, secondo trimestre), Super Junior (per Mr Simple, terzo trimestre), Girls' Generation (per The Boys, quarto trimestre)
- 2012 – Big Bang (per Alive, primo trimestre), Girls' Generation-TTS (per Twinkle, secondo trimestre), Super Junior (per Sexy, Free & Single, terzo trimestre), TVXQ (per Catch Me, quarto trimestre)
- 2013 – Girls' Generation (per I Got A Boy, primo trimestre), Cho Yong-pil (per Hello, secondo trimestre), Exo (per XOXO nel terzo trimestre, per Miracles In December nel quarto trimestre)
- 2014 – TVXQ (per Tense, primo trimestre), Exo (per Overdose, secondo trimestre), Super Junior (per Mamacita nel terzo trimestre, per This Is Love nel quarto trimestre)
- 2015 – Exo (per Exodus nel primo trimestre, Love Me Right nel secondo trimestre e Sing for You nel quarto trimestre), Super Junior (per Devil, terzo trimestre)
- 2016 – Got7 (per Flight Log: Departure, primo trimestre), Exo (Ex'act nel secondo trimestre e Lotto nel terzo trimestre), BTS (per Wings, quarto trimestre)
- 2017 – BTS (per You Never Walk Alone nel primo trimestre, Love Yourself: Her nel terzo trimestre), Seventeen (per Al1, secondo trimestre), Wanna One (per 1-1=0 (Nothing Without You), quarto trimestre)
- 2018 – Wanna One (per 0+1=1 (I Promise You), primo trimestre), BTS (per Love Yourself: Tear nel secondo trimestre, Love Yourself: Answer nel terzo trimestre), Exo (per Don't Mess Up My Tempo, quarto trimestre)
- 2019 – Seventeen (per You Made My Dawn nel primo trimestre, An Ode nel terzo trimestre), BTS (per Map of the Soul: Persona, secondo trimestre), Exo (per Obsession, quarto trimestre)
- 2020 – BTS (per Map of the Soul: 7 nel primo trimestre, Be nel terzo trimestre), Baekhyun (per Delight, secondo trimestre), Seventeen (per Heng:garae, terzo trimestre)
- 2021 – Iz*One (per One-reeler / Act IV, primo trimestre), NCT Dream (per Hot Sauce, secondo trimestre), BTS (per Butter, terzo trimestre), NCT 127 (per Sticker, quarto trimestre)

### Canzone dell'anno/Artista dell'anno (musica digitale)
- 2011 – Secret (per Shy Boy a gennaio, per Starlight Moonlight a giugno), IU (per Only I Didn't Know a febbraio, per You & I a dicembre), K.Will (per My Heart Beating, marzo), Big Bang (per Love Song, aprile), 2NE1 (per Lonely, maggio), T-ara (per Roly-Poly, luglio), Leessang (per Turned Off the TV, agosto), Davichi (per Don't Say Goodbye, settembre), Lee Seung-gi (per Love Time, ottobre), Wonder Girls (per Be My Baby, novembre)
- 2012 – T-ara (per Lovey-Dovey, gennaio), Big Bang (per Blue a febbraio, per Fantastic Baby a marzo), Busker Busker (per Cherry Blossom Ending, aprile), Girls' Generation-TTS (per Twinkle, maggio), Wonder Girls (per Like This, giugno), 2NE1 (per I Love You, luglio), Psy (per Gangnam Style, agosto), Jung Eun-ji & Huh Gak (per All For You, settembre), Ga-in (per Bloom, ottobre), Lee Hi (per 1,2,3,4, novembre), Lee Seung-gi (per Return, dicembre)
- 2013 – Girls' Generation (per I Got a Boy, gennaio), Sistar19 (per Gone Not Around Any Longer, febbraio), Davichi (per Turtles, marzo), Psy (per Gentleman, aprile), 4Minute (per What's Your Name?, maggio), Sistar (per Give It To Me, giugno), Dynamic Duo (per Baaam, luglio), San E (per Story of Someone I Know, agosto), Soyou & Mad Clown (per Stupid in Love, settembre), IU (per The Red Shoes, ottobre), miss A (per Hush, novembre), Seo In-guk & Zia (per Loved You, dicembre)
- 2014 – Girl's Day (per Something, gennaio), Soyou & Junggigo (per Some, febbraio), 2NE1 (per Come Back Home, marzo), Akdong Musician (per 200%, aprile), GOD (per The Ugly Duckling, maggio), Taeyang (per Eyes, Nose, Lips, giugno), San E & Raina (per A Midsummer Night's Sweetness, luglio), Park Bo-ram (per Beautiful, agosto), Sistar (per I Swear, settembre), Kim Dong-ryool (per How Am I, ottobre), MC Mong (per Miss Me or Diss Me, novembre), Apink (per Luv, dicembre)
- 2015 – Mad Clown (per Fire, gennaio), Naul (per You At the Same Time, febbraio), MC Mong (per Love Mash, marzo), miss A (per Only You, aprile), Big Bang (per Loser a maggio, Bang Bang Bang a giugno, If You a luglio, Let's Not Fall in Love ad agosto), Ikon (per My Type, settembre), Kim Tae-yeon (per I, ottobre), Zico (per Boys And Girls, novembre), Psy (per Daddy, dicembre)
- 2016 – GFriend (per Rough, gennaio), Mamamoo (per You're the Best, febbraio), Jang Beom-june (per Fallen in Love Only With You, marzo), Twice (per Cheer Up ad aprile, TT ad ottobre), Urban Zakapa (per I Don't Love You, maggio), Sistar (per I Like That, giugno), Wonder Girls (per Why So Lonely, luglio), Blackpink (per Whistle ad agosto, Playing With Fire a novembre), Im Chang-jung (per The Love I Committed, settembre), Big Bang (per Fxxk It, dicembre)
- 2017 – Akdong Musician (per Last Goodbye, gennaio), Twice (per Knock Knock a febbraio, Heart Shaker a dicembre), IU (per Through the Night a marzo, Palette ad aprile), Psy (per I Luv It, maggio), G-Dragon (per Untitled, giugno), Exo (per Ko Ko Bop, luglio), Lee Sun-mi (per Gashina, agosto), Sechs Kies (per Something Special, settembre), Epik High (per Love Story, ottobre), Wanna One (per Beautiful, novembre)
- 2018 – Ikon (per Love Scenario, gennaio), Roy Kim (per Only Then, febbraio), Big Bang (per Flower Road, marzo), Twice (per What is Love? ad aprile, Dance The Night Away a luglio), Bolbbalgan4 (per Travel, maggio), Blackpink (per Ddu-Du Ddu-Du, giugno), Red Velvet (per Power Up, agosto), Im Chang-jung (per There Has Bever Been a Day I Haven't Loved You, settembre), IU (per Bbibbi, ottobre), Jennie (per Solo, novembre)
- 2019 – Ben (per 180 Degree, dicembre 2018; Thank You for Goodbye, luglio), MC the Max (per After You've Gone, gennaio), Hwasa (per Twit, febbraio), Taeyeon (per Four Seasons, marzo), Bol4 (per Bom, aprile), Davichi (per Unspoken Words, maggio), Jang Hye-jin e Yoon Min-soo (per Drunk on Love, giugno), Sunmi (per Lalalay, agosto), AKMU (per How Can I Love the Heartbreak, You’re the One I Love, settembre), MC Mong (per Fame, ottobre), IU (per Love Poem, novembre)
- 2020 – Red Velvet (per Psycho, dicembre 2019), Zico (per Any Song, gennaio; Summer Hate feat. Rain, luglio), BTS (per On, febbraio; Dynamite, agosto; Life Goes On, novembre), MC the Max (per Bloom, marzo), Oh My Girl (per Nonstop, aprile), IU (per Eight feat. Suga, maggio), Blackpink (per How You Like That, giugno; Lovesick Girls, ottobre), Chungha (per Bad Boy feat. Christopher, settembre)
- 2021 – Kim Tae-yeon (per What Do I Call You, dicembre 2020), IU (per Celebrity, gennaio; Lilac, marzo; Strawberry Moon, ottobre), Shinee (per Don't Call Me, febbraio), Kang Daniel (per Antidote, aprile), BTS (per Butter, maggio; Permission to Dance, luglio), Brave Girls (per Chi Mat Ba Ram, giugno), Red Velvet (per Queendom, agosto), BTS e Coldplay (per My Universe, settembre), Twice (per Scientist, novembre)

### Nuovo artista dell'anno
- 2011 – B1A4 (gruppo maschile), Apink (gruppo femminile), Huh Gak (solista uomo), Kim Bo-kyung (solista donna)
- 2012 – B.A.P (gruppo maschile), Hello Venus (gruppo femminile), John Park (solista uomo), Ailee (solista donna)
- 2013 – BTS (gruppo maschile), Ladies' Code (gruppo femminile), Jung Joon-young (solista uomo), Lim Kim (solista donna)
- 2014 – Winner (gruppo maschile), Mamamoo (gruppo femminile)
- 2015 – Ikon (gruppo maschile), GFriend (gruppo femminile)
- 2016 – NCT 127 (gruppo maschile), Blackpink (gruppo femminile)
- 2017 – Wanna One (gruppo maschile), Woo Won-jae (solista uomo)
- 2018 – Stray Kids (gruppo maschile), (G)I-dle e Iz One (gruppo femminile), Haon (solista uomo)
- 2019 – Itzy (musica digitale), TXT (musica fisica)
- 2020 – Aespa (musica digitale), Enhypen (musica fisica)
- 2021 – Lee Mu-jin (musica digitale), Lee Chan-won (musica fisica)

### Scoperta dell'anno
- 2011 – The Koxx (indie), Noel (R&B), Girl's Day (gruppo)
- 2012 – Double K (hip hop), 3rd Line Butterfly (indie)
- 2013 – Rose Motel (indie)
- 2014 – Epik High (hip hop)
- 2015 – Mino (hip hop), Hyukoh (indie), Zion.T (R&B), Lee Ae-ran (trot)
- 2016 – Bewhy (hip hop), Bolbbalgan4 (indie), Dean (R&B), Han Dong-geun (ballata)
- 2017 – Changmo (hip hop), Melomance (indie), Heize (R&B), Hwang Chi-yeul (ballata)
- 2018 – Punch (R&B), Ben (ballata)
- 2019 – N.Flying (gruppo), Kassy (ballata)
- 2020 – Young Tak
- 2021 – STAYC (gruppo), Homies (hip hop)

### Venditore musicale costante dell'anno
- 2013 – Girl's Day per Expectation
- 2014 – Soyou & Junggigo per Some
- 2015 – Naul per You in The Same Time
- 2016 – MC the Max per No Matter Where
- 2017 – IU per Through the Night
- 2018 – Ikon per Love Scenario
- 2019 – Paul Kim per Me After You
- 2020 – IU per Blueming
- 2021 – BTS per Dynamite

### Album retail dell'anno
- 2019 – BTS per Map of the Soul: Persona
- 2020 – BTS per Map of the Soul: 7
- 2021 – BTS per Butter

### Kit più venduto dell'anno
- 2019 – Exo
- 2020 – NCT
- 2021 – NCT Dream

### Cantante popolare dell'anno
- 2013 – Roy Kim & Jung Joon-young per Becoming Dust
- 2014 – Im Chang-jung per A Glass of Soju
- 2015 – So Chan-whee per Tears
- 2016 – MC the Max per No Matter Where
- 2017 – Yoon Jong-shin per Like It
- 2018 – Jang Deok-cheol per Good Old Days
- 2019 – Lim Jae-hyun
- 2020 – Hwang In-wook
- 2021 – Standing Egg per Old Song

### Canzone internazionale dell'anno
- 2011 – Maroon 5 per Moves like Jagger
- 2012 – Maroon 5 per Payphone
- 2013 – DJ Gollum per The Bad Touch
- 2014 – Maroon 5 per Maps
- 2015 – Adele per Hello
- 2016 – Maroon 5 per Don't Wanna Know
- 2017 – Ed Sheeran per Shape of You
- 2018 – Camila Cabello per Havana
- 2019 – Anne-Marie per 2002
- 2021 – Justin Bieber per Peaches

### Compositore/paroliere dell'anno
- 2011 – Yoon Il-sang (compositore), Kim Eana (paroliere)
- 2012 – Teddy Park (compositore), Kim Eana (paroliere)
- 2013 – Duble Sidekick (compositore), Kim Eana (paroliere)
- 2014 – Min Yeon-jae (compositore), Kim Do-hoon (paroliere)
- 2015 – Black Eyed Pilseung (compositore), Kim Eana (paroliere)
- 2016 – Black Eyed Pilseung (compositore), Jo Yoon-kyung (paroliere)
- 2017 – Pdogg (compositore), IU (paroliere)
- 2018 – Teddy Park (compositore), Seo Ji-eum (paroliere)
- 2019 – Black Eyed Pilseung (compositore), Min Yeon-jae (paroliere)
- 2020 – Pop Time (compositore), IU (paroliere)
- 2021 – Ryan Jhun (compositore), IU (paroliere)

### Musicista dell'anno
- 2011 – Kim Hyun-a (corista), Kang Soo-ho (strumentista)
- 2012 – Kim Hyo-soo (corista), Shin Hyun-kwon (strumentista)
- 2013 – Gil Eun-kyung (corista), Tommy Kim (strumentista)
- 2014 – Kang Tae-woo (corista), Jang-hyeok (strumentista)
- 2015 – Lee Tae-yoon (corista), Kang Sung-ho (strumentista)
- 2016 – Kim Ryeong (corista), Lee Seong-yeol e Choi Tae-wan (strumentista)
- 2017 – Kang Tae-woo (corista), Lee Seung-yeob (strumentista)
- 2018 – Jun Jae-hee (corista), Kim Mi-jung e Shin Sang-won (strumentista)
- 2019 – Joo Chan-yang (corista), Choi Hoon (strumentista)
- 2020 – Kriz (corista), Young (strumentista)
- 2021 – Kim Yeon-seo (corista), Jung Jae-pil (strumentista)

### Stile dell'anno
- 2011 – Prepix (coreografo), Seo Soo-kyung (stilista)
- 2012 – Lee Ju-sun (coreografo), Song Jeong-ok (stilista)
- 2013 – Yama & Hot Chicks (coreografo), Jung Bo-yoon (stilista)
- 2014 – Choreography Team DQ (coreografo), Park Seo-hyun, Choi Ji-hyang (stilista)
- 2015 – Yama & Hot Chicks (coreografo), Ji Eunie (stilista)
- 2016 – Son Sung-deuk (coreografo), Choi Hee Sun (stilista)
- 2017 – Lia Kim (coreografo), Kim Ye-jin, Choi Kyung-won (stilista)
- 2018 – Son Sung-deuk (coreografo), Ji Eunie (stilista)
- 2019 – Choi Ri-an, Shim Hee-jung, Shin Ji-won, Lee Si-won (coreografi), Choi Hee-sun (stilista)
- 2020 – Son Sung-deuk (coreografo), Kim Bal-ko, Park Min-hee (stilisti)
- 2021 – Son Sung-deuk (coreografo), Kim Wook (stilista)

### Produttore/Produzione dell'anno
- 2011 – Kim Kwang-soo (Core Contents Media)
- 2012 – Yang Hyun-suk (YG Entertainment)
- 2013 – Yang Hyun-suk (YG Entertainment)
- 2014 – Kim Shi-dae (Starship Entertainment)
- 2015 – Yang Hyun-suk (YG Entertainment)
- 2016 – Bang Si-hyuk (Big Hit Entertainment)
- 2017 – Fave Entertainment per Through the Night di IU
- 2018 – Ikon (YG Entertainment) per Love Scenario
- 2019 – MNH Entertainment per Gotta Go di Chungha
- 2020 – Ambition Music per Meteor di Changmo
- 2021 – IU e Edam Entertainment per Lilac

### Social Hot Star of the Year
- 2019 – BTS
- 2020 – Blackpink
- 2021 – BTS

### Contributo al K-pop/Premio alla carriera
- 2011 – Lee Soo-man
- 2012 – Hong Seung-sung
- 2013 – Cho Yong-pil
- 2014 – Shin Hae-chul
- 2016 – Sechs Kies
- 2017 – Yoon Jong-shin
- 2018 – BTS
- 2020 – Lee Soo-man

### Esibizione popolare dell'anno
- 2013 – Apink
- 2014 – AOA
- 2015 – Red Velvet, VIXX
- 2016 – Seventeen, Infinite
- 2017 – NU'EST W, Got7
- 2018 – Seventeen
- 2019 – NCT Dream, Chungha
- 2020 – Iz*One, Stray Kids
- 2021 – Oh My Girl, The Boyz

### Stella mondiale della hallyu
- 2013 – 2NE1
- 2014 – Kara
- 2015 – BTS
- 2016 – Shinee
- 2017 – Got7
- 2018 – Seventeen
- 2019 – Monsta X
- 2020 – NCT
- 2021 – Stray Kids

### Principiante mondiale
- 2013 – B.A.P
- 2014 – BTS
- 2015 – Seventeen, AOA
- 2017 – Blackpink
- 2018 – The Boyz, Momoland
- 2019 – Stray Kids, (G)I-dle
- 2020 – Ateez, Itzy
- 2021 – Enhypen, Aespa

### Astro nascente internazionale dell'anno
- 2016 – Charlie Puth
- 2017 – Shawn Mendes
- 2019 – Billie Eilish per Bad Guy
- 2020 – Tones and I
- 2021 – The Kid Laroi e Justin Bieber per Stay

### Mubeat Global Choice Award
- 2020 – Lim Young-woong, Blackpink
- 2021 – BTS, Lisa

### Premi speciali
- 2011 – Premio speciale Oricon alle Girls' Generation
- 2012 – Premio speciale hallyu ai CNBLUE
- 2014 – Premio stella Kpop Weibo ai Super Junior
- 2015 – Premio stella Kpop Weibo a Oh Se-hun, Gruppo più influente dell'Asia ai Big Bang
- 2016 – Premio popolarità globale V Live ai BTS

### Altri premi
- 2021 – Musica adult contemporary dell'anno a Lim Young-woong

## Categorie cessate

### Miglior piattaforma nuovi media
- 2011 – YouTube, Daum
- 2013 – Bugs!
- 2014 – Kakao Music

### Ingegnere del suono dell'anno
- 2011 – Ko Seung-wook
- 2012 – Jeon Hoon
- 2013 – Jo Joon-sung

### Miglior distributore di musica
- 2012 – LOEN Entertainment (online), KMP Holdings (offline)
- 2013 – CJ E&M Music
- 2014 – Universal Music

### Premio tendenza popolare
- 2012 – Apink
- 2013 – Crayon Pop
- 2014 – Block B e EXID
- 2015 – B.A.P e Baek A-yeon

### Premio popolarità voti da cellulare
- 2013 – Exo
- 2014 – Exo
- 2015 – Exo
- 2016 – Oh Se-hun, Exo
- 2017 – Kim Tae-yeon, Wanna One